# Tour d'Annaba
Il Tour d'Annaba (it. Giro d'Annaba), ufficialmente Tour International d'Annaba, è una corsa a tappe maschile di ciclismo su strada che si svolge attorno alla città di Annaba, in Algeria, ogni anno a marzo. Nata nel 2015, è subito entrata a far parte dell'UCI Africa Tour come evento di classe 2.2.

## Albo d'oro
Aggiornato all'edizione 2016.
| Anno | Vincitore            | Secondo                 | Terzo                 |
| ---- | -------------------- | ----------------------- | --------------------- |
| 2015 | Abdelbasset Hannachi | Abderrahmane Bechlaghem | Azzedine Lagab        |
| 2016 | Luca Wackermann      | Adil Barbari            | Abderrahmane Mansouri |